# Kostel svatého Jiří (Hrádek)
Kostel svatého Jiří se nalézá na návrší na okraji obce Hrádek v okrese Hradec Králové. Barokní kostel svatého Jiří tvoří významnou krajinnou dominantu obce a celého jejího okolí. Areál kostela je vymezen ohradní zdí s branou u silnice na západní straně a márnicí (bez památkové hodnoty) v severovýchodním koutě hřbitova. Kostel je chráněn jako kulturní památka ČR. Národní památkový ústav tento kostel uvádí v katalogu památek pod rejstříkovým číslem ÚSKP 29516/6-620.

## Historie
Jednolodní raně barokní kostel pocházející z roku 1690 byl vybudován na místě původního staršího gotického dřevěného kostela založeného v roce 1384 a zničeného za třicetileté války. Kostel byl opraven v roce 1891. Autenticky dochovaná raně barokní architektura s renesančními náhrobky z 16. a 17. století umístěnými na vnější zdi kostela.
V současnosti je kostel svatého Jiří filiálním kostelem Římskokatolické farnosti Nechanice.

## Galerie

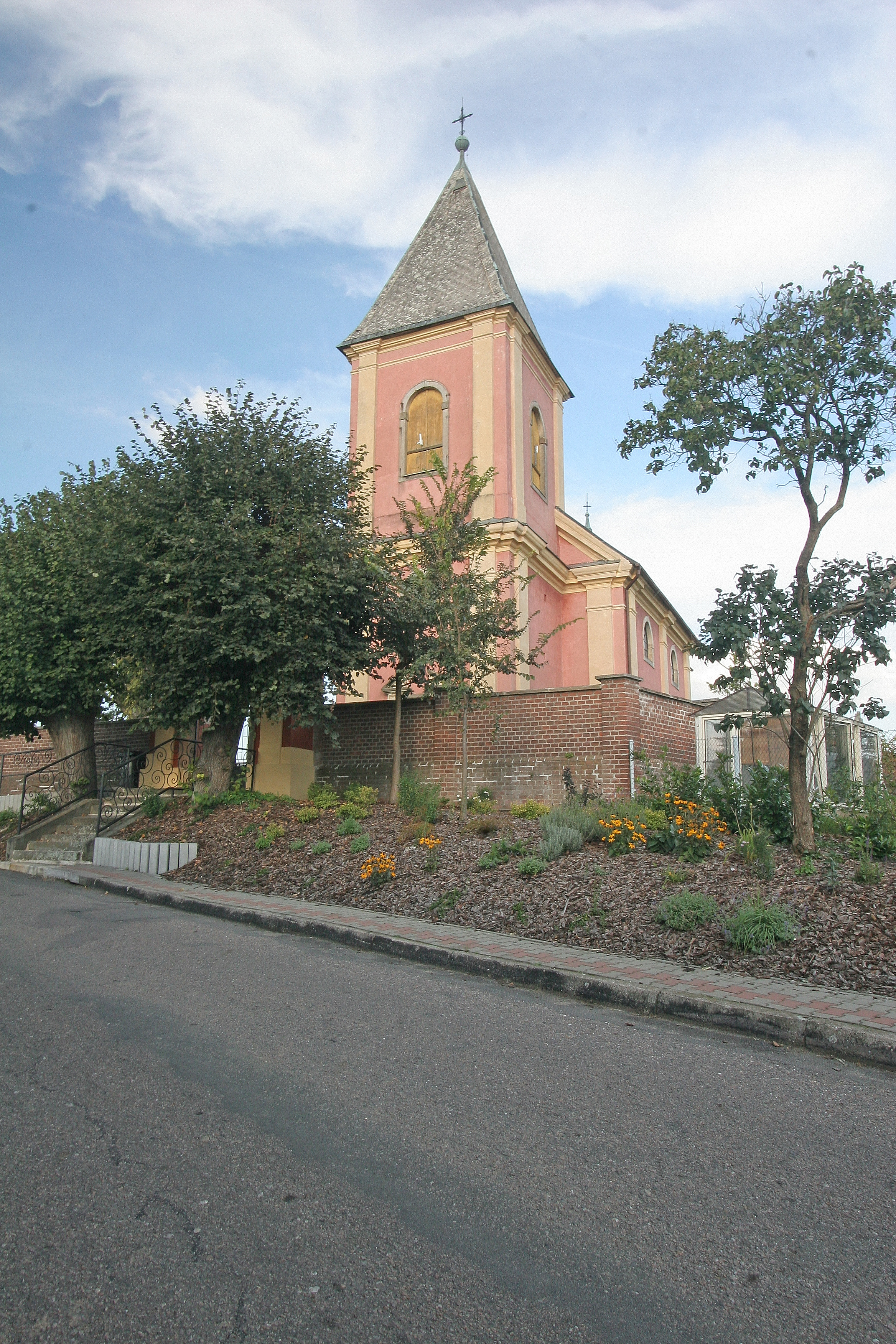
pohled na kostel svatého Jiří v Hrádku
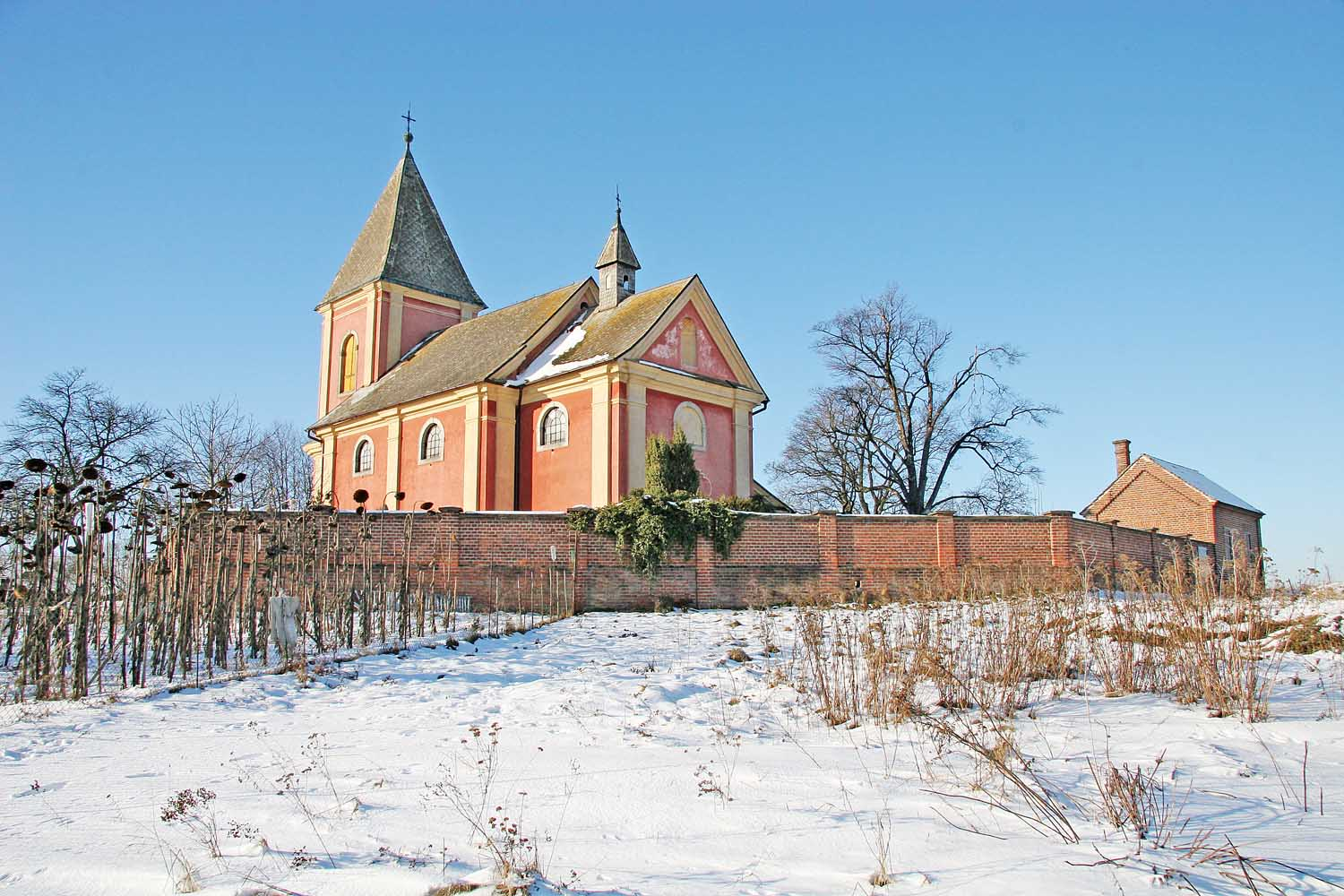
pohled na kostel svatého Jiří v Hrádku
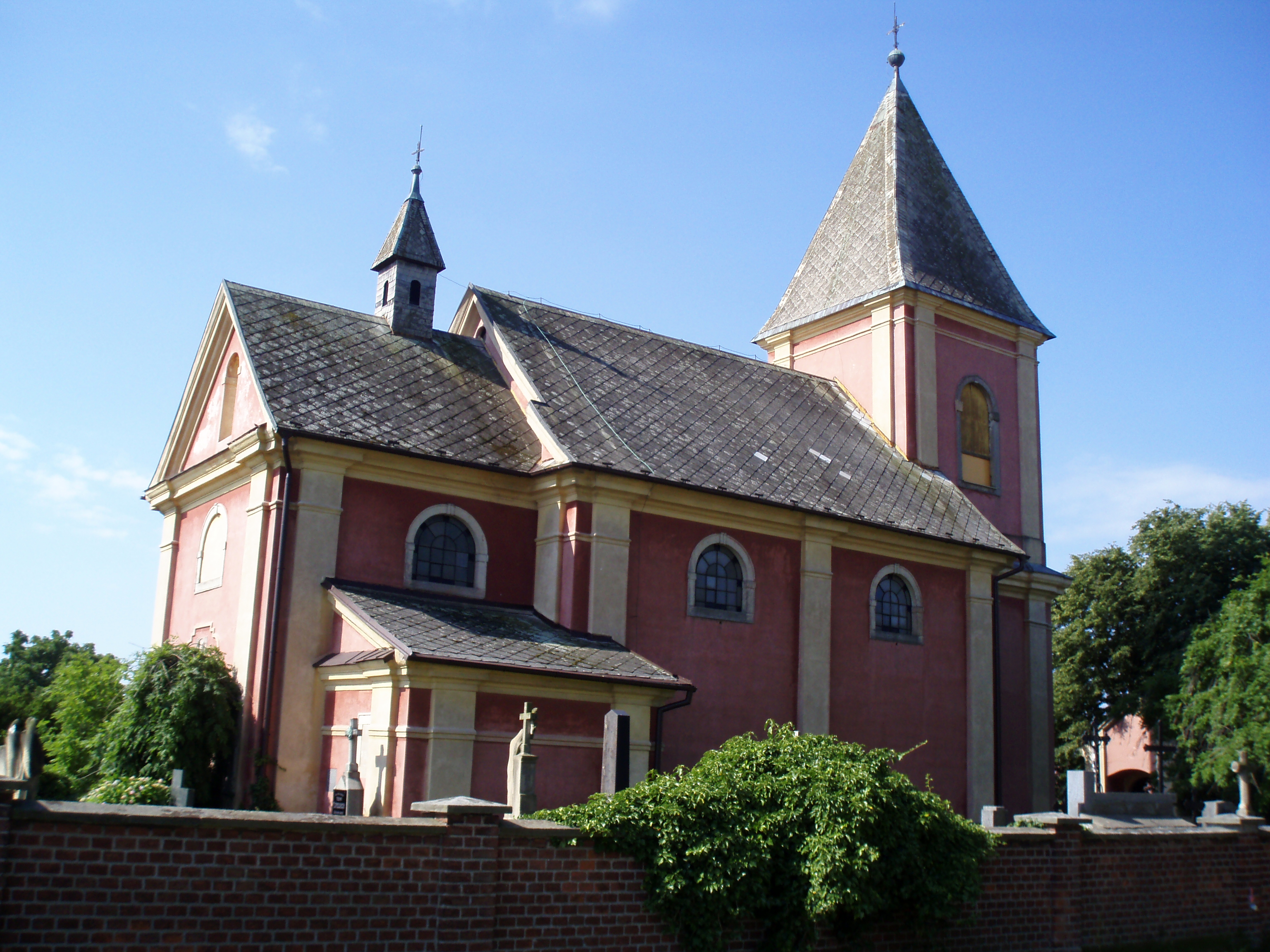
pohled na kostel svatého Jiří v Hrádku